# Ribbingsnässjön
Ribbingsnässjön är en sjö i Nässjö kommun i Småland och ingår i Motala ströms huvudavrinningsområde. Sjön är 17 meter djup, har en yta på 0,674 kvadratkilometer och befinner sig 270,8 meter över havet. Sjön avvattnas av vattendraget Hjorteboån.

## Delavrinningsområde
Ribbingsnässjön ingår i det delavrinningsområde (639921-142446) som SMHI kallar för Ovan 640315-142511. Medelhöjden är 296 meter över havet och ytan är 18,14 kvadratkilometer. Det finns inga delavrinningsområden uppströms utan avrinningsområdet är högsta punkten. Hjorteboån som avvattnar avrinningsområdet har biflödesordning 2, vilket innebär att vattnet flödar genom totalt 2 vattendrag innan det når havet efter 269 kilometer. Delavrinningsområdet består mestadels av skog (50 procent), öppen mark (13 procent) och jordbruk (26 procent). Avrinningsområdet har 1,44 kvadratkilometer vattenytor vilket ger det en sjöprocent på 7,9 procent.